# David Alpay
David Alpay (Toronto, 6 ottobre 1980) è un attore e produttore televisivo canadese, meglio noto per aver interpretato il protagonista del film Ararat - Il monte dell'Arca.
In campo televisivo è noto per essere apparso nelle serie TV Billable Hours, I Tudors, I Borgia, The Vampire Diaries e From.

## Filmografia

### Attore

#### Cinema
- Ararat - Il monte dell'Arca (Ararat), regia di Atom Egoyan (2002)
- Sabah, regia di Ruba Nadda (2005)
- L'uomo dell'anno (Man of the Year), regia di Barry Levinson (2006)
- All Hat, regia di Leonard Farlinger (2007)
- Closing the Ring, regia di Richard Attenborough (2007)
- Inconceivable, regia di Mary McGuckian (2008)

#### Televisione
- Una nuova vita per Zoe (Wild Card) - serie TV, episodio 2x01 (2004)
- Whiskey Echo - film TV, regia di Harry Hook (2005)
- Kevin Hill - serie TV, episodio 1x22 (2005)
- Slings and Arrows - serie TV, 3 episodi (2005)
- Anniversary Present - corto TV, regia di Doug Karr (2005)
- Martha Behind Bars - film TV, regia di Eric Bross (2005)
- Burnt Toast - film TV, regia di Larry Weinstein (2005)
- S.O.S. - La natura si scatena - film TV, regia di Dick Lowry (2005)
- Billable Hours - serie TV, 10 episodi (2007)
- I Tudors (The Tudors) - serie TV, 9 episodi (2008)
- Ten for Grandpa - corto TV, regia di Doug Karr (2009)
- Dollhouse - serie TV, episodio 1x05 (2009)
- Un nemico al mio fianco (Unstable) - film TV, regia di Don McBrearty (2009)
- Crash - serie TV, episodio 2x10 (2009)
- Miami Medical - serie TV, episodio 1x03 (2010)
- Weekends at Bellevue - film TV, regia di Jack Bender (2011)
- Fairly Legal - serie TV, episodio 1x09 (2011)
- Rizzoli & Isles - serie TV, episodio 2x07 (2011)
- Flashpoint - serie TV, episodio 4x17 (2011)
- Americana - film TV, regia di Phillip Noyce (2012)
- I Borgia - serie TV, 4 episodi (2012)
- The Vampire Diaries - serie TV, 13 episodi (2012-2014)
- Perception - serie TV, episodio 2x06 (2013)
- Il sogno di una vita (Ice Sculpture Christmas), regia di David Mackay – film TV (2015)
- La slitta dei desideri (Sleigh Bells Ring), regia di Marita Grabiak – film TV (2016)
- Un anello per Natale (The Christmas Ring),  regia di Troy Scott – film TV (2020)
- From, regia di John Griffin – serie TV (2022)

### Doppiatore

#### Videogiochi
- Call of Duty: World War II (2017)
- Diablo IV (2023)

### Produttore esecutivo
- Art Officially Favored, regia di Martín Yernazian (2013)

## Doppiatori italiani
Nelle versioni in italiano delle opere in cui ha recitato, David Alpay è stato doppiato da:
- Riccardo Scarafoni in The Vampire Diaries, Quantico
- Andrea Quartana in Closing the Ring
- Stefano Crescentini in S.O.S.: La natura si scatena
- David Chevalier ne L'uomo dell'anno
- Marco De Risi in Perception
- Andrea Mete in Motive
- Roberto Certomà in CSI - Scena del crimine
- Emiliano Coltorti in Suits
- Luca Mannocci in Law & Order: unità speciale
- Alessandro Capra in From

Da doppiatore è stato sostituito da:
- Alessandro Lussiana in Call of Duty: World War II